# Hamada Madi Bolero
Hamada Madi, zwany „Bolero” (ur. 1965 w Mohéli) – komoryjski polityk, premier i tymczasowy prezydent Komorów.

## Życiorys
Nauczyciel w szkole średniej. Studiował prawo konstytucyjne na Ukrainie. Doradca sekretarza generalnego Republikańskiej Partii Komorów (fr. Parti Républicain des Comores). W latach 1999–2000 sekretarz generalny prezydenta Azaliego Assoumaniego, odpowiedzialny za obronę. Odegrał znaczącą rolę w negocjacjach które doprowadziły do ogłoszenia deklaracji z Fomboni. Od grudnia 2000 do kwietnia 2002 roku premier, a od stycznia do maja 2002 tymczasowy prezydent Komorów.
Od 16 lipca 2016 roku sekretarz generalny Komisji Oceanu Indyjskiego.